# Фининьо
 Вини́сиус Апареси́до Пере́йра де Санта́на Ка́мпос  (порт. Vinícius Aparecido Pereira de Santana Campos; род. 3 ноября 1983, Сан-Паулу), более известный как  Фини́ньо  (порт. Fininho) — бразильский футболист, игравший в высших дивизионах Бразилии, России и Украины. Ныне футбольный тренер.

## Карьера
Прошёл школу знаменитого бразильского клуба «Коринтианс». Затем выступал за «Жувентуде», в начале 2006 года был отдан в аренду в более скромный клуб «Фигейренсе» из Флорианополиса, чтобы получить больше игровой практики, играл там до середины года. Затем был куплен московским «Локомотивом», где выступал около трёх лет, выходя на поле нерегулярно. В августе 2009 года у Фининьо истёк контракт с «Локомотивом», и он вернулся в Бразилию, подписав краткосрочный контракт с клубом «Спорт Ресифи». В конце того же года, по истечении срока контракта, покинул «Спорт Ресифи». 9 февраля 2010 года подписал контракт с харьковским «Металлистом» сроком на полгода. По истечении этого срока был подписан новый контракт с харьковским клубом, за который футболист выступал до конца 2013 года. После окончания действия соглашения, Фининьо в статусе свободного агента возвратился в Бразилию, где продолжил карьеру в клубе «Гояс», а в августе 2014 года перешёл в ФК «Мадурейра».
После завершения активной игровой карьеры, в январе 2016 года, Фининьо был назначен на должность спортивного директора ФК «Атибайя», представляющего штат Сан-Пауло и выступающего во втором дивизионе бразильского чемпионата.

## Достижения
«Фигейренсе»
- Чемпион штата Санта-Катарина: 2006

«Локомотив» Москва
- Бронзовый призёр чемпионата России: 2006
- Обладатель Кубка России: 2006/07

«Металлист»
- Серебряный призёр чемпионата Украины (1): 2012/13
- Бронзовый призёр чемпионата Украины (3): 2009/10, 2010/11, 2011/12